# The Valley of Decision (1916)
The Valley of Decision is een Amerikaanse stomme film uit 1916, onder regie van Rae Berger met in de hoofdrollen Richard Bennett en Adrienne Morrison. De film is wellicht zoekgeraakt.

## Verhaal
Arnold Gray (Richard Bennett) strijdt tegen kinderarbeid en ander sociaal onrecht. Hij komt onder de invloed van Rhoda Lewis (Blanche Hanson), een ambitieuze vrouw die hem helpt de nominatie voor het gouverneurschap binnen te halen. Arnold ontmoet Jane Morton (Adrienne Morrison), een gerespecteerd schrijfster, wordt verliefd op haar en ze trouwen al snel. Alles gaat goed totdat Jane zwanger wordt. Arnold is druk bezig met een wetsvoorstel over kinderarbeid en vindt dat een baby een belemmering voor zijn carrière zou zijn. Jane is aanvankelijk opgetogen over haar zwangerschap, maar Rhoda en Arnold praten op haar in om de baby niet te krijgen. Jane krijgt een acute depressie en bij een bezoek aan Dr. Brainard bekent ze haar problemen. Arnold wordt tot gouverneur gekozen, maar omdat Jane kort daarna sterft, heeft het leven geen zin meer voor hem. Uiteindelijk schiet Arnold wakker met zijn vrouw naast zich en is hij blij dat het allemaal slechts een nachtmerrie was.

## Rolverdeling
| Acteur            | Personage    |
| ----------------- | ------------ |
| Richard Bennett   | Arnold Gray  |
| Adrienne Morrison | Jane Morton  |
| Blanche Hanson    | Rhoda Lewis  |
| George Periolat   | Dr. Brainard |
| Constance Bennett | Unborn Soul  |
| Joan Bennett      | Unborn Soul  |
| Barbara Bennett   | Unborn Soul  |

Naast het acteurskoppel Richard Bennett-Adrienne Morrisson speelden ook hun drie dochters Constance, Barbara en Joan mee in deze film. De drie zouden later ook allemaal actrice worden.